# Ононди
Ононди — исчезнувшая к настоящему времени племенная группа юкагиров по среднему и верхнему течению Яны. Использовали янский (деткильский) диалект юкагирского языка. В ясачных книгах второй половины XVII в. фигурируют как юкагиры Зельянского рода. Ононди означало грабители, разбойники и по Иохельсону происходило от слова «оно» — грабить, брать силой.